# Coisas da Vida
Coisas da Vida é o álbum de estreia do cantor brasileiro Carlinhos Felix, lançado em julho de 1991 pela gravadora Continental (atual Warner Music Brasil). A obra é uma das mais notáveis de Felix, se destacando pelas canções "Pescador", "Senhor do Universo" e "Coisas da Vida". Além de relançado em CD foi distribuído em formato digital após vários anos de seu lançamento.
O músico Pedro Braconnot, na época seu companheiro de banda no Rebanhão, colaborou nas gravações juntamente ao guitarrista Paulinho Guitarra. E segundo Carlinhos Felix o projeto foi elogiado por músicos não cristãos e pela crítica especializada.

## Lançamento e recepção
| Críticas profissionais | Críticas profissionais |
| Avaliações da crítica  | Avaliações da crítica  |
| Fonte                  | Avaliação              |
| ---------------------- | ---------------------- |
| O Propagador           | [ 6 ]                  |

Coisas da Vida foi lançado em 1991 pela gravadora Continental, que mais tarde foi adquirida pela Warner Music Brasil. O álbum alcançou avaliação positiva retrospectiva dos veículos de música do cenário evangélico. Com cotação de 4 estrelas de 5, o O Propagador defende que "a essência musical de Carlinhos nunca soou tão completa quanto em seu trabalho de estreia. Este registro contém suas peculiares formas de produzir música pop, com a colaboração de guitarras por Paulinho Guitarra, mestre do blues no Brasil, e teclados de Pedro Braconnot".
Em 2015, foi considerado, por vários historiadores, músicos e jornalistas, como o 32º maior álbum da música cristã brasileira, em uma publicação dirigida pelo Super Gospel. Em 2018, foi eleito pelo mesmo portal o 16º melhor álbum da década de 1990.

## Faixas
A seguir lista-se as faixas, compositores e durações de cada canção de Coisas da Vida, segundo o encarte do disco.
| Lado A |                       |                   |         |  |
| N.º    | Título                | Compositor(es)    | Duração |  |
| 1.     | "Pescador"            | Luciano Dewey     | 3:18    |  |
| 2.     | "Coisas da Vida"      | Ed Wilson e Joran | 4:25    |  |
| 3.     | "Desejo de ser Feliz" | Carlinhos Felix   | 2:36    |  |
| 4.     | "Muitos Falam"        | Carlinhos Felix   | 3:16    |  |
| 5.     | "Sonhos"              | Carlinhos Felix   | 4:08    |  |

| Lado B |                          |                 |         |  |
| N.º    | Título                   | Compositor(es)  | Duração |  |
| 1.     | "Clima"                  | Carlinhos Felix | 3:35    |  |
| 2.     | "Vamos dar as Mãos"      | Carlinhos Felix | 3:39    |  |
| 3.     | "Velhos, Vidas e Verdes" | Carlinhos Felix | 3:44    |  |
| 4.     | "Eu Amo Você"            | Carlinhos Felix | 3:20    |  |
| 5.     | "Senhor do Universo"     | Lucas Ribeiro   | 3:27    |  |

## Ficha técnica
A seguir estão listados os músicos e técnicos envolvidos na produção de Coisas da Vida:
- Carlinhos Felix - vocal, violão, produção musical
- Pedro Braconnot - teclados
- Paulinho Guitarra - guitarras
- Zé Canuto - saxofone, arranjos
- Jetro Alves - arranjos, regência e vocal de apoio
- Mazinho Ventura - baixo
- Sérgio Batera - bateria, percussão
- Natan Brito - vocal de apoio
- Marcos Brito - vocal de apoio
- Maria Clara (Cacá) - vocal de apoio
- Amaro Moço - engenharia de som